# Dacrydium comosum
Dacrydium comosum або Dacrydium novoguineense (каові) — вид хвойних рослин родини подокарпових.
лат. comosus — «з густим волоссям», натякаючи на пучки листя.

## Опис
Кущ ≈ 2–4 м заввишки, 5 см діаметром. На відкритих хребта, до дерева, принаймні 12 м у висоту. Пилкові шишки 8–10 мм завдовжки і ≈ 3 мм в діаметрі. Насіння 1 або 2, яйцеподібне, світло-коричневе, завдовжки 4–5 мм.

## Поширення, екологія
Країни поширення: Малайзія (півострів Малайзія). Росте на відкритих гірських хребтах, як локально панівний вид у моховому лісі на скелястому кислому ґрунті або дрібному торфі; на висотах між 1170 і 1440 м над рівнем моря (висотна діапазон повністю відомий). Іноді окремі дерева можуть рости в лісі нижче гребеня і досягають розміру дерева, щоб досягти пологу.

## Використання
Використання не зафіксовано даного виду.

## Загрози та охорона
Небезпеками є пожежі й вплив розвитку сфери туризму. Є популяції в англ. Gunung Tahan Massif захищеному в рамках національного парку.